# شهرستان کرمانشاه
شهرستان کرمانشاه از شهرستان‌های استان کرمانشاه در ایران است. مرکز این شهرستان، شهر کرمانشاه است که مرکز استان کرمانشاه نیز به شمار می‌آید. جمعیت این شهرستان در سال ۱۳۹۵، برابر با ۱٬۰۸۳٬۸۳۳ نفر بوده‌است.

## موقعیت شهرستان کرمانشاه
شهرستان کرمانشاه از شمال با استان کردستان و شهرستان روانسر؛ از غرب با شهرستان دالاهو و شهرستان اسلام‌آباد غرب از جنوب با استان ایلام از شرق با شهرستان صحنه و شهرستان هرسین و از شمال شرق هم با شهرستان سنقر و کلیایی همجوار است.

## تقسیمات کشوری

### بخش‌ها
| رتبه | بخش              | بخش          | بخش          | بخش       | مرکز بخش | مرکز بخش   |
| رتبه | نام              | جمعیت (۱۳۹۵) | تعداد دهستان | تعداد شهر | مرکز     | جمعیت مرکز |
| ---- | ---------------- | ------------ | ------------ | --------- | -------- | ---------- |
| ۱    | بخش مرکزی        | ۱٬۰۱۱٬۴۲۸    | ۴ دهستان     | ۱ شهر     | کرمانشاه | ۹۴۶٬۶۵۱    |
| ۲    | بخش فیروزآباد    | ۲۱٬۱۹۷       | ۳ دهستان     | ۱ شهر     | هلشی     | ۸۰۴        |
| ۳    | بخش ماهیدشت      | ۱۸٬۶۲۸       | ۲ دهستان     | ۱ شهر     | ماهیدشت  | ۸۲۳        |
| ۴    | بخش بیلوار       | ۱۷٬۰۶۹       | ۲ دهستان     | ۱ شهر     | قلعه     | ۱٬۱۳۰      |
| ۵    | بخش کوزران       | ۱۳٬۶۸۲       | ۲ دهستان     | ۱ شهر     | کوزران   | ۴٬۰۰۷      |
| جمع  | شهرستان کرمانشاه | ۱٬۰۸۳٬۸۳۳    | ۱۳ دهستان    | ۵ شهر     | کرمانشاه | ...        |

### شهرها
| نام شهر  | رتبه در شهرستان | رتبه در بخش | بخش           | جمعیت       |
| -------- | --------------- | ----------- | ------------- | ----------- |
| کرمانشاه | ۱               | ۱           | بخش مرکزی     | ۹۴۶٬۶۵۱ نفر |
| کوزران   | ۲               | ۱           | بخش کوزران    | ۴٬۶۲۵ نفر   |
| قلعه     | ۳               | ۱           | بخش بیلوار    | ۱٬۱۳۰ نفر   |
| ماهیدشت  | ۴               | ۱           | بخش ماهیدشت   | ۹۹۶ نفر     |
| هلشی     | ۵               | ۱           | بخش فیروزآباد | ۲۱٬۱۹۷ نفر  |

## سیاست

### ساختار سیاسی ادارهٔ شهرستان
بالاترین مقام اداری در هر شهرستان، فرماندار است که از طرف وزیر کشور تعیین شده و باید از طرف استاندار تأیید شود. در حال حاضر محمدرضا آمویی مسئولیت سرپرستی فرمانداری شهرستان کرمانشاه را بر عهده دارد.
همچنین شورای شهرستان کرمانشاه از ۱۰ عضو تشکیل شده‌است. بنا بر انتخاباتی که در ۱۵ آبان ۱۴۰۰ در میان اعضای این شورا برگزار شده‌است، جهانشاه امیری به عنوان ریاست این شورا و همچنین مهرداد سنجابی به عنوان نایب رئیس، یوسف عبدلی و رضا ملکی دو منشی شورا، سالار احمدزاده سخنگوی هیئت رئیسه شورا، اسد همافر نمایندهٔ شورا در هیئت حل اختلاف، رضا ملکی نمایندهٔ شورا در رسیدگی به شکایات شوراهای اسلامی و کامران ملکی نیز نمایندهٔ این شورا در شورای اسلامی استان کرمانشاه انتخاب شده‌اند.

## پدیده‌های طبیعی
| شهرستان  | سراب‌ها | غارها                        | کوه‌ها                     | رودخانه‌ها            | دشت‌ها          |
| -------- | --- | ---------------------------- | ------------------------- | -------------------- | -------------- |
| کرمانشاه | - سراب نیلوفر - سراب تاق بستان - سراب سعید: محل میدان فردوسی کنونی و اثری از سراب قدیمی نمی‌باشد. - سراب همته، محل خیابان کسرای کنونی و اثری از سراب قدیمی نمی‌باشد. - سراب خزر الیاس - سراب یاوری - سراب بیستون | - پراو - شکارچیان - دو اشکفت | پراو میوله سفیدکوه بیستون | قره‌سو آبشوران چم‌بشیر | ماهیدشت بیستون |

## اقتصاد
در حوزهٔ شهرستان کرمانشاه دو شهرک صنعتی وجود دارد که بیش از ۲۵۶ واحد صنعت و تولیدی در آن احداث شده‌است.
مهم‌ترین کارخانه‌های شهرستان کرمانشاه عبارتند از: کارخانۀ قند، پالایشگاه کرمانشاه، پالایشگاه نفت آناهیتا (در دست ساخت)، مجتمع پتروشیمی کرمانشاه، کارخانه سیمان غرب، کارخانه سیمان سامان، کارخانهٔ اسید سیتریک کرمانشاه (تنها کارخانهٔ اسید سیتریک خاورمیانه).
شهرک‌های صنعتی استان کرمانشاه:
- شهرک صنعتی زاگرس
- شهرک صنعتی بیستون
- شهر صنعتی کرمانشاه
- شهرک صنعتی فرامان

## فرهنگ

### فهرست کتابخانه‌های عمومی
- استاد بهزاد
- استقلال روستای قزانچی
- الزهراء شهر هلشی
- الغدیر شهر ماهیدشت
- امام علی
- امیر کبیر
- کتابخانه عمومی امیرکبیر کرمانشاه
- اندیشه
- آل آقا
- آیت‌الله نجومی
- آیت‌الله خامنه‌ای
- پیروزی روستای چقانرگس
- حجر بن عدی
- خاتم‌الانبیا
- شهید آوینی
- شهید بهشتی
- شهید مطهری
- شهید مفتح روستای بوژان هلشی
- علامه طباطبایی
- علی بن ابیطالب - شهر کوزران
- غدیر حوزه علمیه امام خمینی
- شهید عسکری - نوکان
- شهید مرادی - ماهیدشت روستای چقاگینو